# Jean Chapelain
Jean Chapelain (Parijs, 4 december 1595 - aldaar, 22 februari 1674) was een Frans dichter en literatuurcriticus. Hij maakte deel uit van de zogenaamde modernen die zich wilden afzetten tegen de klassieken onder leiding van Nicolas Boileau. Chapelain was een van de stichtende leden van de Académie française.

## Levensloop
Chapelain was de zoon van een notaris en zijn vader zag in hem zijn ideale opvolger. Zijn moeder, die Pierre de Ronsard nog had gekend, duwde hem in de richting van de literatuur.
Na zijn studies, waarin hij zich onder meer het Spaans eigen maakte, trad Chapelain in dienst van Nicolas Hardi. Hij was de tutor van de twee zonen van de grootproost en kreeg gaandeweg eveneens de verantwoordelijkheid voor het beheer van het vermogen van de familie. Hij bleef 17 jaar in dienst van Hardi. Hoewel Chapelain op dat moment al een goede reputatie genoot op het gebied van de letterkunde, publiceerde hij in deze periode geen werken.
Chapelain was een bewonderaar van de dichter en taalhervormer François de Malherbe. Zijn eerste publicatie was een voorwoord voor Franse vertaling van de dichtbundel L'Adone van de Italiaanse dichter Giambattista Marini. Daarna volgde een vertaling van de roman Guzmán de Alfarache van de Spaanse schrijver Mateo Alemán. Wat later publiceerde hij nog enkele odes waarvan er eentje gericht was aan kardinaal de Richelieu van wie hij de vriend en raadsman werd.
Na de oprichting van de Académie française door De Richelieu maakte Chapelain deel uit van de eerste lichting leden van de academie en kreeg hij de opdracht een plan op te stellen voor een woordenboek en een grammatica van de academie. In opdracht van de kardinaal schreef Chapelain enkele jaren later eveneens Sentiments de l'Académie sur le Cid, een kritiek op het toneelstuk Le Cid van Pierre Corneille uit 1636.
In 1656 publiceerde Chapelain de eerste twaalf cantos van La Pucelle d'Orléans, een epos over Jeanne d'Arc waaraan hij twintig jaar had gewerkt. Het werk was zeer populair en er volgden zes herdrukken op een tijdspanne van achttien maanden. Er ontstond consternatie omdat Chapelain zich hiermee afzette tegen de klassieken onder leiding van Nicolas Boileau. In Les Satires hekelde Boileau het werk van Chapelain, het betekende meteen het einde van de diens loopbaan als dichter. De laatste twaalf cantos van het epos werden nooit gepubliceerd.
Als literatuurcriticus bleef Chapelain wel een goede reputatie genieten. In 1662 droeg Jean-Baptiste Colbert, van wie hij ondertussen een vriend en raadsman geworden was, hem op om een lijst van letterkundigen op te stellen die konden genieten van een beurs van koning Lodewijk XIV. Chapelain stelde zijn lijst zeer doordacht op. Zo stond de jonge, toen nog vrij onbekende Jean Racine, die later zou uitgroeien tot een van de drie grote toneelschrijvers van Frankrijk, al op de lijst van Chapelain.
In 1663 was Chapelain op initiatief van Colbert een van de vijf stichters van de Académie des Inscriptions et Belles-Lettres.

## Werk
- Le Gueux, ou la Vie de Guzman d'Alfarache, rendue de l'original espagnol de Mateo Aleman (1619).
- Le Voleur, ou la Vie de Guzman d'Alfarache. Pourtrait du temps et miroir de la vie humaine. Piece non encore veuë, & renduë fidelement de l'original Espagnol de son premier & veritable Autheur Mateo Aleman. Seconde partie (1620)
- Lettre ou discours de M. Chapain à M. Favereau, portant son opinion sur le poème d'Adonis du cavalier Marino (1623)
- Les Sentimens de l'Académie française sur la tragi-comédie du Cid (1638). Met Valentin Conrart.
- Ode pour la naissance de Mgr le comte de Dunois (1646)
- Ode pour Mgr le duc d'Anguien (1646)
- La Pucelle, ou la France délivrée, poème héroique (1656)